# ملعب تاكالي الوطني
ملعب تاقلعي الوطني هو ملعب كرة قدم يقع في مدينة تاقلعي المالطية . يسع الملعب لجلوس 17 ألف متفرج . يعتبر الملعب الرسمي الذي يخوض فيه منتخب مالطا مبارياته الدولية . تم افتتاح الملعب في 14 ديسمبر 1980 .